# Tarapoto

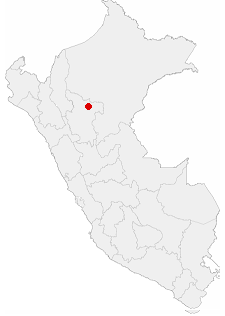
Tarapotos läge i Peru.

Tarapoto är en stad i norra Peru, och är den största staden i departementet San Martín samt den administrativa huvudorten för provinsen San Martín. Folkmängden uppgick till 144 186 invånare 2015. Staden grundades 1782 och är belägen på cirka 350 meters höjd över havet.